# الجامعة الليبية الدولية للعلوم الطبية
الجامعة الليبية الدولية للعلوم الطبية هي جامعة متخصصة في تدريس العلوم الطبية في مدينة بنغازي، ليبيا، تأسست عام 2007.
تحتوى الجامعة علي عدد من الكليات وتمنح الشهادات في عدد من التخصصات الطبية.
تحوي الجامعة على ستة كليات هي: كلية العلوم الطبية الأساسية، كلية الطب البشرى، كلية طب وجراحة الفم والأسنان، كلية تكنولوجيا المعلومات وكلية التمريض و كلية القانون.
نظام دراسي حل المعضلات PBL .. الجامعة الأولى على مستوى ليبيا لعام 2013.

## وصلات خارجية
- الموقع الرسمي للجامعة